# Крамаренко, Андрей Иванович
Андрей Иванович Крамаренко (укр. Андрій Іванович Крамаренко ;  16 октября 1897, Ольшаны, Харьковский уезд, Харьковская губерния, Российская империя (ныне посёлок городского типа, Ольшанский поселковый совет, Харьковский район, Харьковская область, Украина) — 1 апреля 1976, Одесса, Украинская ССР) — украинский советский драматический актёр и педагог. Заслуженный артист Украинской ССР. Народный артист Украинской ССР (1946).

## Биография
В 1921 году окончил театральную студию в Харькове, основанную Иваном Юхименко при отделе Главполитпросвета Наркомпроса УССР. Дебютировал на сцене Харьковского молодежного драмтеатра «Наш путь» в 1922 году.
В 1923—1926 году — актёр киевского Первого театра Украинской Советской Республики имени Шевченко под руководством Леся Курбаса. В 1927—1929 г. выступал в Харьковском краснозаводском украинском драматическом театре.
С 1929 по 1960 год — актёр Одесского украинского музыкально-драматического театра.
В 1930—1940 годах преподавал в Одесском театральном училище.
Играл в пьесах Шекспира, М. Горького, И. Карпенко-Карого, М. Старицкого, М. Кропивницкого, Шолом-Алейхема, Ирчана, К. Симонова, А. Корнейчука, Б. Лавренёва и др.
В 1938 году Сыграл рол Деда Мороза в фильме «Митька Лелюк» (1938, реж. М. Маевская, О. Маслюков).
Мастер психологического рисунка ролей, удачно исполнял как комедийные, так и драматические образы, сочетавшие лиричность с мощной драматической энергетикой. Манере его исполнения были присущи сложная гамма переживаний; внутреннюю борьбу героя передавал в пластике, интонациях, гриме.
Похоронен на Втором Христианском кладбище Одессы.